# Обуховка (Харьковская область)
Обуховка (укр. Обухівка) — село,
Колодезнянский сельский совет,
Двуречанский район,
Харьковская область, Украина.
Код КОАТУУ — 6321882003. Население по переписи 2001 года составляет 180 (82/98 м/ж) человек.

## Географическое положение
Село Обуховка находится на левом берегу реки Верхняя Двуречная рядом с балкой Третьяков Яр, ниже по течению в 2-х км расположено село Колодезное, на противоположном берегу сёла Новоужвиновка и Григоровка.

## История
- 1750 — дата основания.

## Экономика
- В селе есть свинотоварная ферма.

## Объекты социальной сферы
- Школа.